# Vision Airlines
Vision Airlines – nieistniejące amerykańskie linie lotnicze obsługujące planowe i czarterowe loty pasażerskie w obrębie południowo-wschodniej i centralnej części kraju. Siedziba linii znajdowała się w Suwanee, w stanie Georgia, a węzeł na lotnisku Louisville, w stanie Kentucky.
Vision Airlines wykonywały również loty turystyczne w takie miejsca jak: Wielki Kanion Kolorado, Marble Canyon, Zapora Hoovera czy Monument Valley. Ponadto, w okresie letnim transportowała również uczestników spływów (tzw. raftingu) wzdłuż rzeki Kolorado.

## Flota
Poniższa tabela przedstawia stan floty Vision Airlines (sierpień 2011).
| Model          | Liczba | Numery rejestracyjne                   |
| -------------- | ------ | -------------------------------------- |
| Boeing 767-200 | 4      | N766VA, N767VA, N768VA, N769VA         |
| Boeing 737-300 | 1      | N732VA                                 |
| Boeing 737-400 | 3      | N742VA, N743VA, N745VA                 |
| Boeing 737-800 | 1      | N781VA                                 |
| Dornier Do 228 | 5      | N402VA, N403VA, N404VA, N405VA, N409VA |
| Dornier Do 328 | 1      | N329MX, N328MX, N331MX                 |
| Razem:         | 15     |                                        |

## Wypadki
- 11 maja 2011 roku Dornier 328 lecący z Atlanty do Louisville (lot numer 304) wypadł z pasa startowego podczas awaryjnego lądowania na lotnisku w Louisville. Na pokładzie samolotu znajdowało się 21 osób. Wcześniej piloci zgłosili problemy z układem hydraulicznym. Nikt nie odniósł obrażeń[4][5].

## Dodatkowe informacje
Załogi i samoloty Vision Airlines brały udział w kilku lotach w rejon trzęsienia ziemi na Haiti w 2010 roku. Na pokładach maszyn znajdowali się ratownicy, psy tropiące, woda i leki dla ofiar kataklizmu.